# I.R.$. all watcher
I.R.$. all watcher is een stripreeks die begonnen is in augustus 2009 met Alain Queireix als tekenaar. Alle albums zijn geschreven door Stephen Desberg en uitgegeven door Le Lombard. Deze reeks is een spin-off reeks van de originele reeks I.R.$.

## Albums
| Nummer | Titel                      | Tekenaar       | Jaar van uitgifte |
| ------ | -------------------------- | -------------- | ----------------- |
| 1      | Antonia                    | Alain Queireix | 2009              |
| 2      | De ongrijpbare Roxana      | Daniel Koller  | 2010              |
| 3      | Petra                      | Alain Queireix | 2010              |
| 4      | De Macparnellspiraal       | Andrea Mutti   | 2010              |
| 5      | Mia Mai                    | Marc Bourgne   | 2010              |
| 6      | De financiële snaartheorie | Daniel Koller  | 2011              |
| 7      | Het financiële zwarte gat  | Marc Bourgne   | 2011              |